# Lorcan Cranitch
Lorcan Cranitch född 30 december 1959 i Kimmage Dublin Irland, brittisk skådespelare. Han är gift med radioprogramledaren Susan Jackson.

## Filmografi i urval
- 2004 – The Queen of Sheba's Pearls
- 2004 - Omagh
- 2002 - Shackleton
- 2001 - McCready and Daughter
- 1996 -  Prästen i Ballykissangel
- 1998 - Dans under höstmånen
- 1998 -  Familjeband
- 1987 - Empire State